# Agelaia yepocapa
Agelaia yepocapa är en getingart som först beskrevs av Richards 1978.  Agelaia yepocapa ingår i släktet Agelaia och familjen getingar. Inga underarter finns listade i Catalogue of Life.